# Menuett
Menuett är en dansrytm i lugn tre fjärdedelstakt, som oftast dansats som pardans men även förekommit som gruppdans. Namnet menuett är franska; menuet kommer ursprungligen från ordet menu, liten. Namnet syftar troligen på menuettens korta steg, pas menus. Vid sin höjdpunkt under sjuttonhundratalets förra hälft var menuetten elegant, sirlig och ceremoniell.

## Menuetten som dans och dansmusik
Ursprungligen var menuetten en dans som dansades vid hov och på fina herresäten; den introducerades vid det franska hovet kring 1650, finns omnämnd i Danmark 1667 och i Sverige 1676. Den var som populärast på 1700-talet och levde kvar in på 1800-talet. Dansen spred sig även till den lantliga befolkningen, och menuetter är därför vanliga i spelmansmusik främst i de svenskspråkiga delarna av Finland, där den fortlevt i obruten tradition ända till våra dagar, men finns även dokumenterad i Värmland och vissa andra trakter i Sverige. Menuetten som dans finns i levande tradition åtminstone i Österbotten. Menuetten har också dansats i levande tradition i Danmark in i modern tid, i bygderna kring staden Randers (där kallad "monnevet") och på ön Ærø (där kallad "mollevit"). Menuetten ska ha dansats i hela Danmark, Sverige och Svenskfinland men även i Norge.

## Menuetten ikonstmusiken

### Under barocken
Menuetten har också använts som musik utanför sällskapsdansens domäner; i dessa sammanhang var menuetten i allmänhet snabbare. Från början bestod menuetten av två delar, men småningom fick den även en mittdel som kallas trio. Den som först använde menuetten i konstmusik var Jean-Baptiste Lully, som använde menuetten i balettavsnitt i sina operor. Mot slutet av 1600-talet blev menuetten införlivad i sviten. Både Bach och Händel har skrivit sviter med menuetter i. De andra danser som ingick i barocksviten blev omoderna, men menuetten behöll sin popularitet. De menuetter som skrevs av italienska kompositörer var ofta snabba och livliga, ibland i tre åttondelstakt eller sex åttondelstakt, och menuetten var ofta den sista delen i den italienska ouvertyren.

### Formochinstrumentation
Musiken till den ursprungliga dansmenuetten hade en grundstruktur med två sektioner om vanligen åtta takter vardera, precis som i mycket annan dansmusik (däribland den svenska polskan): schematiskt uttryckt AB. Småningom började man upprepa första delen efter den andra, fast kanske med annan avrundning, så att man fick en ABA-form. Sådana menuetter kunde man sedan spela kedjevis, fortfarande helt som mycket annan dansmusik. Men efterhand började man också att kombinera två menuetter på samma tredelade vis: A(aba)B(cdc)A(aba); detta har sedan förblivit den klassiska menuettformen. Den mittre menuetten är då vanligen en kontrast till den yttre - oftast en lugnare, mera lyrisk sådan - och går ofta i en annan tonart eller använder andra instrument. Under Lullys tid blev det populärt att skriva denna mittsektion för en trio; Lully använde ofta två oboer och en fagott. Denna orkestrering av mittsektionen var ett övergående mode, men mittdelen kallas fortfarande trio. Man kunde också skriva en trio med samma melodi som huvudsektionerna, enbart med tunnare sättning: så gjorde Johan Helmich Roman i den menuett ur Drottningholmsmusiken som Bellman skrev sin Fredmans epistel nummer 9 till, "Käraste bröder, systrar och vänner".

### Sonatformens menuettsats
Menuetten och trion kom småningom att bli en standardingrediens i den tre- eller fyrdelade klassiska sonat- och symfoniformen. I tidiga två- och tresatsiga pianosonater var en menuett rätt ofta finalsats (i Sverige till exempel hos Johan Wikmanson). Den förste som regelbundet skrev symfonier med menuett var Johann Stamitz. Både Haydn och Mozart brukade ha en menuett som tredje sats i sina symfonier. Efterhand tog sig tonsättarna större friheter med dessa menuetter som inte var avsedda för dans - kunde skriva dem i tvåtakt, ersätta den graciösa stämningen med en burlesk och lössläppt för att bättre balansera övriga satser - och började då också kalla dem scherzi, i ental scherzo. Formen, med trion i mitten, behöll man dock nästan alltid. Scherzot kom att ersätta menuetten ungefär vid Beethovens tid, men själva scherzo-formen kan dock spåras så långt tillbaka som till Haydn.
Ett exempel på en typisk menuett finns i Mozarts opera Don Giovanni. Bland särskilt berömda menuetter finns en skriven av Luigi Boccherini.